# 柴田勝房
柴田 勝房（しばた かつふさ）は、江戸時代後期の旗本。三河国本宿陣屋3520石柴田家当主。祖先とされる柴田勝家の位牌や、旗本柴田家初代勝重の事績を記した文書を春清寺（現在の東京都三鷹市新川）に納め、また同寺に柴田家の由来を記した石碑を立てた。

## 生涯
1700石の旗本（小姓組番士）・坂本直鎮の子として生まれる。坂本家は直鎮の長女の婿である坂本直富が嫡子となっており、『寛政重修諸家譜』では「直鎮の二男」として扱われている。
実父の直鎮は柴田家から坂本家に養子に入った人物である。明和4年（1767年）、直鎮の大甥にあたる柴田勝満の末期養子として勝房が迎えられ、17歳で柴田家3020石を継ぐ。
明和5年（1768年）、徳川家治に初めて拝謁。明和6年（1769年）2月に小納戸に列し、3月に小姓に移る。明和7年（1770年）、従五位下出雲守に叙任。天明7年（1787年）、新番頭に転じる。寛政7年（1795年）に小普請組支配、寛政9年（1797年）に持筒頭を歴任。寛政10年（1798年）に致仕し、寄合肝煎となる。『寛政重修諸家譜』編纂時点で当主。

## 柴田家の祖先追慕
柴田家は、柴田勝家の子孫とされる家である。勝家の孫（柴田勝政の子）にあたるという柴田勝重は徳川家に仕え、大坂の陣で武功を挙げて武蔵国仙川郷（現在の東京都調布市・三鷹市付近）に新たな所領を与えられており、当地の春清寺（現在の東京都三鷹市新川）に葬られた。なお、柴田家の領地は元禄年間、勝重の孫・勝門の代に三河国額田郡本宿村（現在の岡崎市本宿町）に移されている。
天明5年（1785年）、勝房は春清寺に勝家の位牌を新たに作って奉納し、併せて勝家・勝政・勝重3代の事績について書き記した文書も納めた。この文書の中で、勝重が勝家の兜を祀ったのが勝淵神社（三鷹市新川）の起こりであると記しており、これが「勝淵神社で柴田勝家の兜を祀っている」ことを記した初見史料となっている。寛政8年（1796年）に春清寺に建てられた石碑「柴田家家碑」にもこれと同様の文言が含まれている。勝房の先祖追慕の活動を経て、柴田勝家の兜をめぐる伝承が江戸時代中期に当地に根付いていったと考えられる。